# Żeglarstwo na Igrzyskach Ameryki Południowej 2018
Żeglarstwo na Igrzyskach Ameryki Południowej 2018 odbywał się w dniach 26–31 maja 2018 roku na sztucznym zbiorniku Corani położonym niedaleko Cochabamba. Rywalizacja odbywała się w pięciu konkurencjach zarówno indywidualnych, jak i drużynowych.

## Podsumowanie

### Klasyfikacja medalowa
| Klasyfikacja medalowa | Klasyfikacja medalowa | Klasyfikacja medalowa | Klasyfikacja medalowa | Klasyfikacja medalowa | Klasyfikacja medalowa |
| --------------------- | --------------------- | --------------------- | --------------------- | --------------------- | --------------------- |
| Miejsce               | Reprezentacja         | Złoto                 | Srebro                | Brąz                  | Razem                 |
| 1                     | Brazylia              | 2                     | 0                     | 0                     | 2                     |
| 2                     | Argentyna             | 1                     | 1                     | 2                     | 4                     |
| 3                     | Peru                  | 1                     | 1                     | 0                     | 2                     |
| 4                     | Ekwador               | 1                     | 0                     | 0                     | 1                     |
| 5                     | Chile                 | 0                     | 1                     | 2                     | 3                     |
| 6                     | Urugwaj               | 0                     | 1                     | 1                     | 2                     |
| 7                     | Wenezuela             | 0                     | 1                     | 0                     | 1                     |
| Razem                 | Razem                 | 5                     | 5                     | 5                     | 15                    |

### Medaliści
| Konkurencja   | 1. miejsce                                | 2. miejsce                           | 3. miejsce                                   |           |
| Mężczyźni     | Mężczyźni                                 | Mężczyźni                            | Mężczyźni                                    | Mężczyźni |
| ------------- | ----------------------------------------- | ------------------------------------ | -------------------------------------------- | --------- |
| Laser         | João Pedro de Oliveira                    | Francisco Guaragna                   | Ignacio Rodríguez                            |           |
| Sunfish       | Jonathan Martinetti                       | Jean Paul de Trazegnies              | Martín Alsogaray                             |           |
| Kobiety       |                                           |                                      |                                              |           |
| Laser radial  | Luciana Cardozo                           | Dolores Moreira                      | María José Poncell                           |           |
| Sunfish       | Caterina Romero                           | Daniela Rivera                       | Kelly González                               |           |
| Pary mieszane |                                           |                                      |                                              |           |
| Snipe         | Brazylia · Juliana Duque · Rafael Rizzato | Chile · María Seguel · Matías Seguel | Argentyna · Daniela Cardozo · Daniel Verdier |           |